# Kaplica cmentarna w Niepołomicach
Kaplica cmentarna w Niepołomicach – znajdująca się w powiecie krakowskim, w Niepołomicach na cmentarzu parafialnym.
Kaplica została wpisana do rejestru zabytków nieruchomych województwa małopolskiego.

## Historia
Cmentarz założony został w 1731 roku na gruntach włościańskich, otaczając stojącą tam kapliczkę w polu. Teren cmentarza był powiększany w latach: 1898, 1909 oraz 1934 i 1935. W 1901 roku istniejącą kapliczkę cmentarną przebudowano według projektu Jana Sas-Zubrzyckiego.

## Architektura
Kaplica cmentarna była prostokątna, z dachem dwuspadowym i półkolistą apsydą, z ośmioma przyporami (rozebranymi w 1963 roku), oraz sześciobocznym przedsionkiem. Część frontowa kapliczki w polu została wkomponowana w strukturę fasady kaplicy, co jest widoczne wewnątrz obiektu.

W 1901 roku na bazie przedsionka dobudowano neogotycką, trzykondygnacyjną wieżę, na planie sześciokąta z przyporami. Wieża jest murowana z czerwonej cegły, częściowo otynkowana, z poczwórnym opaskowym gzymsem ceramicznym, oraz gzymsem podokapowym. Na dachu kaplicy znajduje się ażurowa sygnaturka wsparta na czterech kolumnach, nakryta czteropołaciowym dachem zwieńczonym krzyżem.

## Wyposażenie
- Mensa drewniana, nad nią krzyż;
- podwieszany chór muzyczny;
- ławki;
- kamienne epitafia[2].